# Mauloutchia echinocarpa
Mauloutchia echinocarpa är en tvåhjärtbladig växtart som beskrevs av René Paul Raymond Capuron och Sauquet. Mauloutchia echinocarpa ingår i släktet Mauloutchia och familjen Myristicaceae. Inga underarter finns listade i Catalogue of Life.